# Kenan İmirzalıoğlu
Kenan İmirzalıoğlu (Üçem, 18 de junio de 1974) es un actor y ex modelo turco.

## Biografía

### Primeros años
Nació en Üçem, un pueblo ubicado en la Provincia de Ankara. Hijo menor de Mustafa y Yıldız İmirzalıoğlu.
A los 12 años se mudó a la casa de una tía en Ankara. En esta ciudad realizó sus estudios secundarios y de preparatoria. Posteriormente ingresa a estudiar matemáticas en la Universidad Técnica de Yildiz, en Estambul.

### Carrera
Comenzó trabajando en una agencia de modelos.
En 1997, decidió participar en el concurso "Best model of Turkey", siendo seleccionado entre los 20 primeros lugares de 4000 personas. También fue el ganador del concurso "Best model of The World", fue la primera vez que un hombre de Turquía obtenía el galardón.

## Filmografía

### Televisión
| Año       | Título                   | Personaje       |
| --------- | ------------------------ | --------------- |
| 1998-2002 | Deli Yürek               | Yusuf Miroğlu   |
| 2001      | Hayat Bağları            |                 |
| 2003-2005 | Alacakaranlık            | Ferit Çağlayan  |
| 2005-2007 | Acı Hayat                | Mehmet Kosovalı |
| 2009-2011 | Ezel                     | Ezel Bayraktar  |
| 2012-2015 | Karadayı                 | Mahir Kara      |
| 2018      | Mehmed: Bir Cihan Fatihi | Mehmed II       |
| 2020      | Alef                     |                 |

### Cine
| Año  | Título                         | Personaje      |
| ---- | ------------------------------ | -------------- |
| 2001 | Deli Yürek: Bumerang Cehennemi | Yusuf Miroğlu  |
| 2004 | Yazı Tura                      | Cevher         |
| 2006 | Son Osmanlı Yandım Ali         | Ali            |
| 2007 | Kabadayı                       | Devran         |
| 2009 | Ejder Kapanı                   | Akrep Celal    |
| 2012 | Uzun Hikaye                    | Bulgaryalı Ali |
| 2017 | Cingöz Recai                   | Cingöz Recai   |

## Premios y nominaciones
| Año  | Premios                          | Categoría   | Trabajo  | Resultado | Ref.  |
| ---- | -------------------------------- | ----------- | -------- | --------- | ----- |
| 2010 | Golden Butterfly Awards          | Mejor actor | Ezel     | Ganador   | [ 4 ] |
| 2012 | Seoul International Drama Awards | Mejor actor | Ezel     | Nominado  | [ 5 ] |
| 2013 | Golden Butterfly Awards          | Mejor actor | Karadayı | Ganador   | [ 6 ] |